# Villa publica

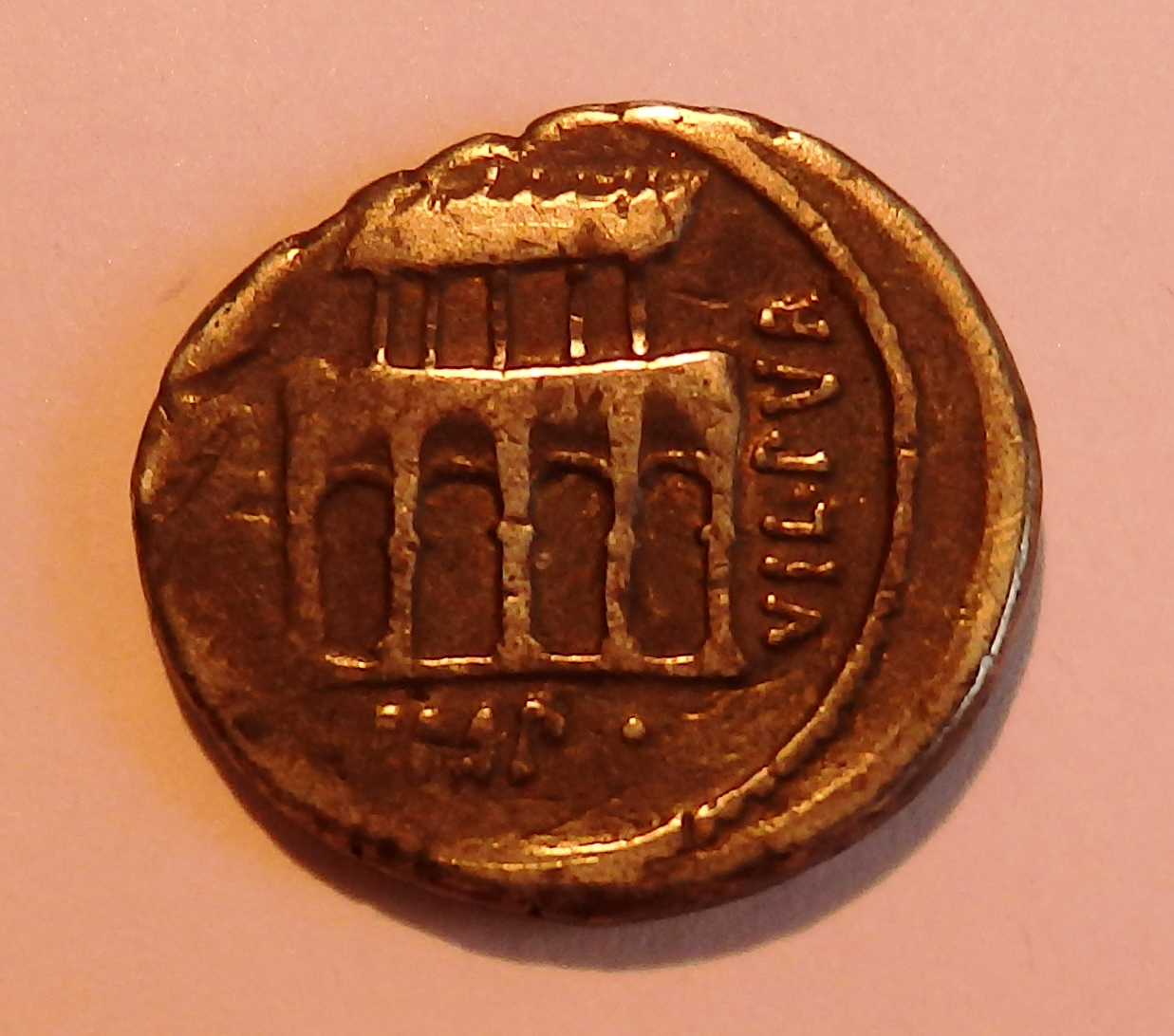
Villa publica auf römischem Denar, 55 v. Chr., Albert 1357

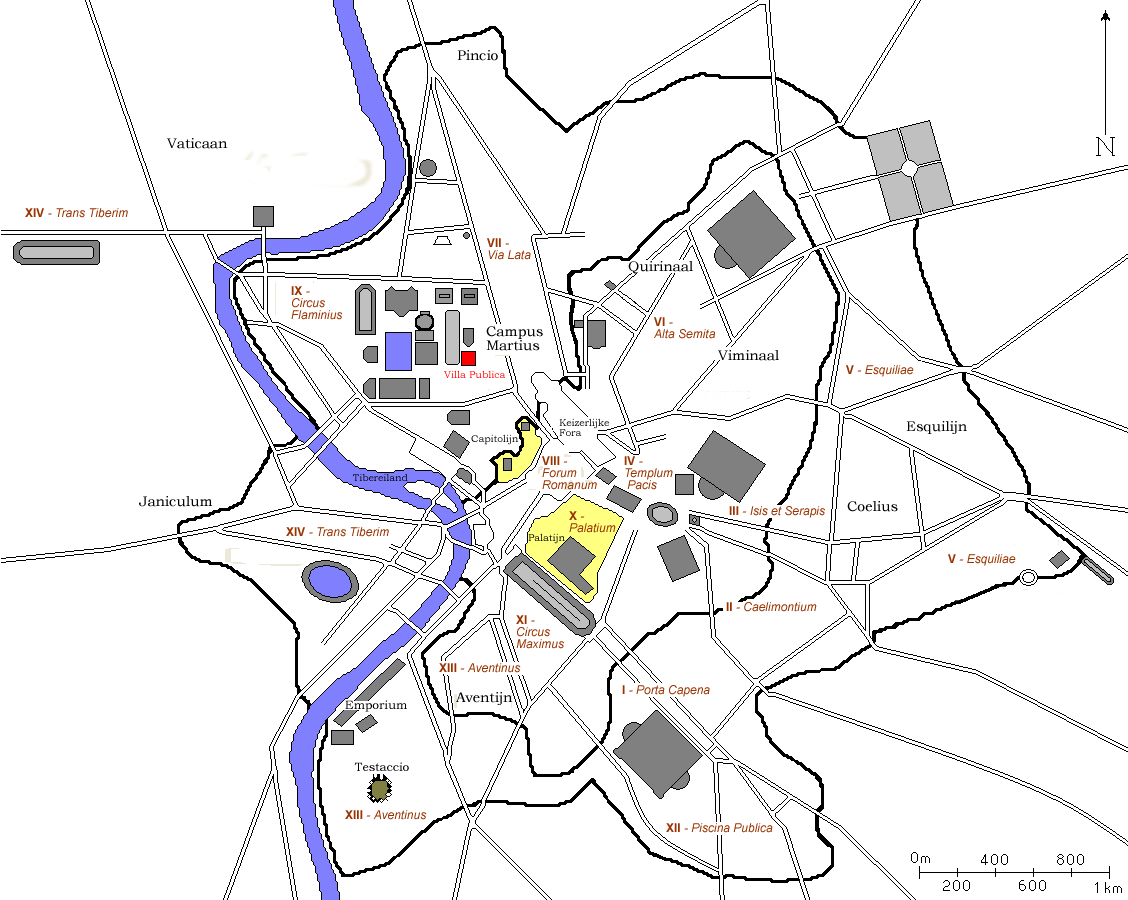
Lage der Villa publica

Die Villa publica war eine wohl zweigeschossige Villa samt zugehörigem Gelände und weiteren Bauten auf dem Marsfeld im antiken Rom. 
Die Villa wurde im Jahr 435 v. Chr. errichtet und im Jahr 194 v. Chr. erweitert. Der Konsul Titus Didius ließ sie im Jahr seines Konsulats 98 v. Chr. restaurieren. Titus Didius hatte im Jahr 100 v. Chr. die Skordisker besiegt und die Restaurierung der Villa publica aus der Beute dieses Feldzuges finanziert. An dieses Ereignis erinnert ein im Jahr 55 v. Chr. geprägter Denar des Münzmeisters Publius Fonteius Capito. Nach Varro war die Villa von schlichter Anlage, aber überaus reich ausgestattet. Die Existenz der Villa publica ist bis gegen Ende des 1. Jahrhunderts nach Christus nachgewiesen. Heute finden sich keine baulichen Reste mehr.
Die Villa publica war der Sitz der Zensoren während des Zensus. Des Weiteren diente sie als Gästehaus für auswärtige Gesandtschaften und als Rekrutierungsbüro im Zuge von Truppenaushebungen. Aus dem Krieg zurückkehrende Feldherren bezogen in ihr Quartier, bis über die Genehmigung eines Triumphes entschieden war. Während dieser Wartezeit war es ihnen verboten, die eigentliche Stadt innerhalb des Pomeriums zu betreten. Schriftlich überliefert warteten zuletzt Vespasian und Titus auf dem Gelände der Villa auf ihren Einzug in die Stadt anlässlich des Triumphes für den Sieg im Jüdischen Krieg.